# おてらおやつクラブ
認定NPO法人おてらおやつクラブは、奈良県磯城郡田原本町を本拠とする特定非営利活動法人。主に国内各地の寺院に供物として献じられた菓子や食品等を、協力寺院・団体を通じて経済的に困難な状況にある家庭へ提供し、貧困問題の解決に寄与する目的で活動を行っている。
2013年より活動開始。2017年8月24日に特定非営利活動法人化、2020年11月27日に奈良県より認定NPO法人（奈良県指令青社第217号）に認定。代表理事は安養寺（奈良県磯城郡田原本町）住職の松島靖朗。2018年、公益財団法人日本デザイン振興会主催グッドデザイン賞「2018年度グッドデザイン大賞」受賞。法人事務所所在地は奈良県磯城郡田原本町八尾40 安養寺内。

## 概要
国内各寺院に寄贈された菓子や食品等の「おそなえ」を「おさがり」として、子ども食堂など各種支援団体のネットワークを通じて、経済的に困窮している家庭への「おすそわけ」を行う活動を主とする特定非営利活動法人。活動を通じて経済的支援と孤立からの解消をめざす活動を実施。
2018年10月時点で連携する登録支援団体数392団体、毎月約9,000人の児童に菓子類が供給されている。活動に賛同する寺院数は2024年3月に2,000か寺に到達した。設立当初からの寺院へ寄付された食品類の供給活動のほか、絵本をはじめとした古本類の収集・配布、募金箱の設置および各地講演、2017年より児童へ人形劇・紙芝居を行う「おてらおやつ劇場」等の活動を展開。持続可能な開発目標（SDGs）が掲げる17の目標の一つ、「1. 貧困をなくそう」にも積極的に参画している。

## 沿革
2013年5月に大阪府大阪市北区のマンションで起こった母子餓死事件を契機に活動の構想が開始され、2014年1月に2人から成る事務局を発足。2016年浄土宗平和協会（JPA）主催「第8回浄土宗平和賞」受賞。2017年8月24日に特定非営利活動法人化、同年奈良人権文化選奨に選定。
2018年7月に子どもの貧困問題を主なテーマとしたフリーマガジン『てばなす』を創刊。同年公益財団法人日本デザイン振興会が主催する2018年度グッドデザイン賞にて、「お寺の「おそなえ」を「おさがり」として、支援団体を通じて経済的に困難な家庭へ「おすそわけ」する活動」をデザインコンセプトとして、「2018年度グッドデザイン・ベスト100」および「2018年度グッドデザイン大賞」受賞（受賞番号18G161294）。

## 受賞歴
- 2016年
  - 5月11日 - 第8回浄土宗平和賞 受賞（浄土宗平和協会）[12]
- 11月 - ボラみみアワード 受賞（特定非営利活動法人ボラみみより情報局）[4][15]
- 2017年4月 - 第8回(2017年度)奈良人権文化選奨 受賞（公益財団法人奈良人権文化財団）[4][13]
- 2018年5月 - 第14回 涙骨賞 実践部門 受賞（中外日報社）
- 2018年10月 - 2018年度グッドデザイン・ベスト100・2018年度グッドデザイン大賞（公益財団法人日本デザイン振興会）[7][8]
- 2018年11月 - 第6回グッドライフアワード 環境大臣賞 優秀賞 受賞（環境省）
- 2020年6月 - 第12回(2020年度)日本マーケティング大賞奨励賞 受賞（日本マーケティング協会）
- 2021年7月 - 令和3年度「女性のチャレンジ賞特別部門賞」 受賞（内閣府）
- 2023年12月 - 第14回「あしたのなら」表彰（奈良県庁）